# Antonio Panizzi
Antonio Genesio Maria Panizzi (Brescello, 16 settembre 1797 – Londra, 8 aprile 1879) è stato un patriota, bibliotecario e bibliografo italiano, ricordato anche per essere stato direttore della biblioteca del British Museum.

## Biografia
Dopo aver frequentato le scuole secondarie a Reggio Emilia, nel 1814 Antonio Panizzi si iscrisse alla facoltà di Giurisprudenza dell'Università di Parma conseguendo la laurea nel 1818. Nel 1815, nel periodo in cui Panizzi attendeva agli studi universitari, il Congresso di Vienna ripristinò il Ducato di Modena e Reggio sotto la dinastia Asburgo - Este nella persona del dispotico Francesco IV d'Este, mentre Parma venne affidata a Maria Luigia d'Austria, futura vedova di Napoleone. Dopo la laurea Panizzi aprì uno studio legale a Brescello dedicandosi nel contempo all'attività politica. Nel 1820 Francesco IV emise un decreto contro i carbonari. Sospettato di appartenere alla Carboneria, nel 1822 Antonio Panizzi lasciò clandestinamente il ducato estense per stabilirsi dapprima a Lugano e, l'anno successivo, a Londra. Qui entrò in contatto con Foscolo e, su consiglio del poeta, si trasferì a Liverpool dove divenne insegnante di italiano. Dal 1828 al 1837 fu professore di italiano all'University College di Londra. Durante questo periodo, nel 1831, iniziarono i suoi contatti con la biblioteca del British Museum di cui nel 1856 divenne direttore generale (principal librarian). In pensione nel 1866, nel 1869 ottenne il titolo onorifico di Sir dalla regina Vittoria.

### Il patriota
Dopo l'adesione alle vendite carbonare e immediatamente dopo la fuga dal Ducato di Modena, nel 1823 Antonio Panizzi pubblicò clandestinamente a Lugano un violento atto d'accusa contro il regime estense, Dei processi e delle sentenze contra gli imputati di lesa maestà e di aderenza alle Sette proscritte negli Stati di Modena con la falsa indicazione di Madrid: per Roberto Torres, 1823. L'opera, che procurò a Panizzi una condanna a morte, fu in seguito ripudiata dall'autore ed è stata ripubblicata a cura di Giosuè Carducci col titolo Le prime vittime di Francesco 4. duca di Modena, Milano etc.: Società editrice Dante Alighieri di Albrighi, Segati e C., 1912.
In Inghilterra Panizzi, amico personale dei primi ministri inglesi Lord Palmerston e Lord Gladstone, divenne il rappresentante del Risorgimento italiano svolgendo un'opera importantissima nell'attirare alla causa italiana le simpatie dell'opinione pubblica e della classe dirigente inglese. Nel 1851 adottò Raffaele Settembrini, il figlio adolescente di Luigi Settembrini condannato all'ergastolo. Continuò nello stesso tempo l'attività cospirativa. Nel 1855, per esempio, acquistò una nave, The Isle of Thanet (L'Isola di Thanet), per liberare Luigi Settembrini, Carlo Poerio e gli altri prigionieri politici del Regno delle Due Sicilie relegati nell'ergastolo di Santo Stefano. L'audace impresa, che doveva essere guidata da Garibaldi, fallì per l'affondamento della nave.
Sebbene avesse ottenuto la cittadinanza inglese dal 1832, per la sua opera a favore dell'Italia il 12 marzo 1868 fu nominato Senatore del Regno d'Italia.

### Il bibliotecario
La fama di Antonio Panizzi è legata soprattutto all'attività svolta in qualità di direttore della biblioteca del British Museum. La British Museum Library era la biblioteca nazionale del Regno Unito. Durante la gestione di Panizzi divenne la più grande biblioteca nel mondo. Venne costruita la famosa Reading Room, la sala di lettura a base circolare, raddoppiò il numero di volumi posseduti dalla biblioteca, da 235 000 a 540 000, fece istituire il sistema di proprietà letteraria riservata (Copyright Act) per cui, per legge, gli editori britannici debbono consegnare alla biblioteca una copia di ogni libro stampato in Inghilterra, intraprese la creazione di un nuovo catalogo, basato sulle novantuno regole di Catalogazione (Ninety-One Cataloguing Rules) da lui formulate nel 1841 e che sono alla base dell'ISBD del XXI secolo e dello standard di descrizione delle risorse in formato elettronico Dublin Core. Entrò inoltre nel dibattito culturale dell'epoca. Fu molto amico, ad esempio, di Prosper Mérimée, e di Francesco De Sanctis.

## Opere (non esaustivo)
- An elementary Italian grammar for the use of students in the London University, Londra, 1828
- “Extracts from Italian prose writers for the use of students in the London University“, Londra, John Taylor, 1828
- Orlando innamorato di Matteo Maria Boiardo; Orlando Furioso di Ludovico Ariosto; with an Essay on the Romantic Narrative Poetry of the Italians; Memoirs and notes by Antonio Panizzi. London: William Pickering, 1830-1834.
- Catalogue of scientific books in the Library of the Royal Society, Londra, 1839
- Bibliographical notices of some early editions of the Orlando innamorato and furioso, Londra, 1831
- Sonetti e canzoni del poeta clarissimo Matteo Maria Boiardo, conte di Scandiano, Milano, 1845
- Le prime quattro edizioni della Divina Comedia letteralmente ristampate, Londra, 1858
- Chi era Francesco da Bologna?, Londra, 1858
- La catena di seta: lettere a Giuseppe Levi Minzi (1822-1873), Roma, 1998
- Lettere ad Antonio Panizzi di uomini illustri e di amici italiani (1823-1870), 1880.
- Prosper Mérimée, Lettres à M. Panizzi (1850-1870), 1881.